# Graham Thomas
'Graham Thomas' est un cultivar de rosier anglais créé en 1983 par David Austin, l'obtenteur qui est à l'origine des  roses anglaises. Cette rose célèbre porte le nom d'un grand défenseur du patrimoine horticole anglais, qui obtint la Médaille Victoria de l'honneur (Victoria Medal of Honour, VMH), récompense suprême dans le monde de l'horticulture au Royaume-Uni.

## Description

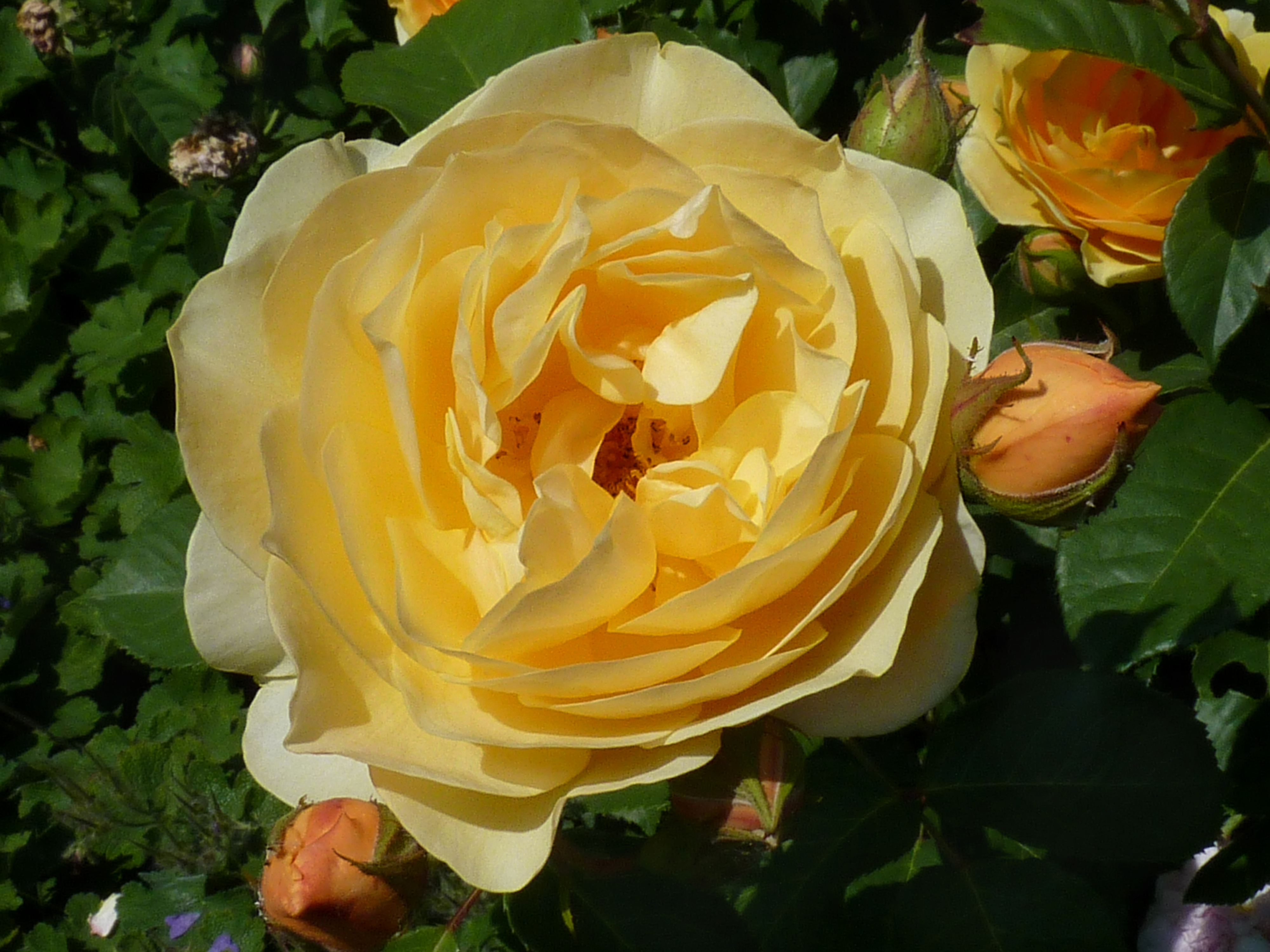
'Graham Thomas' à la roseraie internationale de Courtrai.

Sans doute le rosier anglais le plus célèbre et le plus cultivé à travers le monde. L'harmonie de l'arbuste, érigé mais pleureur, ses branches souples formant un arrondi, en font l'arbuste idéal pour une pelouse. Ses grandes fleurs au jaune profond de 10 cm de diamètre et aux 45 pétales s'ouvrent en mai-juin, selon le climat, et la plante continue de produire de nouveaux jets qui fleurissent régulièrement, c'est un rosier remontant. Son joli feuillage est typique des Moschatas anglaises, lisse et d'un beau vert clair,.
Délicieusement parfumées, ses fleurs dégagent ce que l'expert Robert Calkin décrit comme « un frais parfum de thé, rafraîchi d'une pointe de violette ».
Sa taille varie entre 1,20 m et 1,50 m. Comme grimpant, l'arbuste atteint aisément 2,00 à 3,00 m. Pour le garder comme buisson, une taille courte est préconisée, rabattre la plante de 2/3 tiers. Si vous le voulez comme grimpant (c'est là qu'il donne les meilleurs résultats), alors procédez à une taille longue, n'éliminez qu'un tiers.
On peut l'admirer dans de nombreuses roseraies du monde, comme à l'Europa-Rosarium de Sangerhausen, à la roseraie du Val-de-Marne de L'Haÿ-les-Roses ou à la roseraie internationale de Courtrai.

## Descendance
Il a notamment donné naissance à 'Martine Guillot' (Massad, 1991) par croisement avec 'New Dawn' (Dreer, 1930); à 'The Pilgrim' (Austin 1991) par croisement avec 'Yellow Button' (Austin 1975) ; à 'Sonia Rykiel' (Massad 1991); à 'Glamis Castle' (Austin 1992) par croisement avec 'Mary Rose' (Austin 1983); à 'Molineux' (Austin 1994); à 'Charlotte' (Austin 1994); ainsi qu'à 'Pat Austin' (Austin 1995) par croisement avec 'Abraham Darby' (Austin 1985).

## Ascendance
'Charles Austin' × ('Iceberg' × un semis).

## Distinctions
- AGM Award of Garden Merit de la RHS Royal Horticultural Society en 1993[3].
- Médaille d'or Henry Edland du parfum en 2000[2].
- Médaille James Mason de la Royal National Rose Society en 2000[2].
- Rose favorite du monde (Rose all of Fame)  attribuée par la Fédération mondiale des sociétés de roses (World Federation of Rose Societies) en 2009[4].